# François Anspach
François Louis Jean Jacques Anspach (Brussel, 8 oktober 1784 - 8 juni 1858) was een Belgisch volksvertegenwoordiger en bankier.

## Biografie

### Familie

Wapen van de familie Anspach

François Anspach was, zoals zijn ouders, burger van de stad en republiek van Genève. Zijn vader was de calvinistische predikant en staatsman Isaac Salomon Anspach. Omdat hij in Brussel geboren was, toen zijn ouders er als ballingen verbleven, wordt François ook beschouwd als Zuid-Nederlander (Frans: belgique). 
Hij was de broer van Dorothée (Dorine) Anspach, lectrice en gouvernante van prinses Louise, hertogin van Saksen-Gotha (1777-1835), die trouwde met baron Eduard von Seebach (1749-1850, kamerheer van de prins van Altenburg. Zijn zus werd in de Duitse adelstand verheven bij decreet van 22 juni 1814.
Anspach trouwde met Mélanie Honnorez (1807-1851). Ze kregen vier zoons:
- Jules Anspach (1827-1827)
- Jules Anspach (1829-1879), advocaat, volksvertegenwoordiger en burgemeester van Brussel, trouwde in 1851 in Brussel met Françoise Urban (1828-1895), zus van Jules Urban, ingenieur en industrieel. Ze kregen een zoon en een dochter, met afstammelingen tot heden.
- Édouard Anspach (1831-1902), diplomaat, trouwde in 1857 met Anne Nieuwenhuys (°1837), stiefdochter van Léon Suys, architect. Het huwelijk bleef kinderloos.
- Eugène Anspach (1833-1890), gouverneur van de Nationale Bank van België, trouwde in 1856 in Brussel met Adèle Deswert (1834-1915), dochter van Louis Deswert, bankier en lid van het Nationaal Congres. Ze kregen drie zoons, waaronder Armand Anspach-Puissant, met afstammelingen tot heden.

### Loopbaan
Anspach trok voor zijn opleiding naar een handelshuis in Hamburg en kwam vervolgens weer naar Brussel. Hij werd handelaar, eerst als agent van het handelshuis Gros, Rodier, Roman et Compagnie, vervolgens als vennoot van Odier, Roman et Anspach. Hij werd toegevoegd rechter bij de rechtbank van koophandel, waar hij in 1839-1840 voorzitter van werd. Hij werd een van de stichters van de Hypotheekkas en werd er in 1840 voorzitter van. In 1845 werd de Nationale Bank van België opgericht en Anspach werd er een van de bestuurders van.
Hij werd ook gemeenteraadslid van Brussel (1838-1847) en in 1845 volksvertegenwoordiger. Hij bleef Kamerlid tot aan zijn dood.
Anspach werd bestuurder van heel wat vennootschappen, onder meer van:
- Hauts Fourneaux de Pommeroeul,
- Société pour la Fabrication de Soieries,
- Galeries de Saint-Hubert et de leurs Embranchements,
- Chemin de Fer de la Sambre à la Meuse,
- Société de l'Union Belge et Etrangère d'Assurances contre les Risques de Mer, de Transport par Eau et par Terre et de Grêle.

Hij was lid van de Brusselse vrijmetselaarsloge Les Amis Philanthropes in de jaren 1830. Hij werd er actief lid en introniseerde familieleden in deze loge, zoals zijn zonen Jules en Eugène. Ook zijn kleinzoon Armand werd lid van deze loge. Zijn schoonvader Honnorez was onder het Verenigd Koninkrijk der Nederlanden adjunct-achtbare meester van de loge l'Espérance, als plaatsvervanger voor de Prins van Oranje, die er de achtbare meester van was.

## Nota
1. ↑  De adelbrief geeft als wapen van de familie Anspach "Schild horizontaal gedeeld, op het bovenste veld een uit een wolk reikende arm op zilveren grond; de hand houdt 7 gouden korenaren; op het onderste blauwe veld 3 zilveren spaden, als schilddrager links en rechts een leeuw, boven het schild een zwevende rood gevoerde gouden kroon."